# 惠顿 (伊利诺伊州)
惠顿（英語：Wheaton）位于美国伊利诺伊州东北部，是杜佩奇县的县治，芝加哥和密歇根湖以西约40千米。根据2000年美国人口普查，共有55,416名居民。
其中白人占89.85%、亚裔美国人占4.85%、非裔美国人占2.82%。

## 建立
惠顿自称是在《印地安人移居法》通过后于1836年和1837年建立的。当时华伦和杰斯·惠顿在当地从政府获得地产权。1848年他们授予铁路通过他们的地的权利。铁路把在该处设立的火车站命名为惠顿。1850年在火车站附近的地被授予公众，任何人可以在那里建房。1853年在当地建造的房屋被勘测绘图，并向县政府申请城市地位。1859年城市正式成立。1890年3月1日首位市长被选出，城市再次正式成立。

## 县治
1857年伊利诺伊州议会决定举行公投来决定杜佩奇县的县治留在內珀維爾还是迁移到更中心和位于铁路线上的惠顿。內珀維爾以1542票对762票获胜。此后这两座城市之间非常敌对。1867年又进行了公投，这次惠顿以1686票对1635票勉强获胜。惠顿出了两万美元迅速建造了一座法院、县政府和县监狱。1868年7月4日该建筑付诸使用。
但是两城之间的敌对保持。1868年纪录从內珀維爾的旧法院转移到惠顿的新法院时内珀维尔拒绝交出纪录。一群惠顿的南北战争老兵在夜间突袭内珀维尔法院。在他们往惠顿跑时内珀维尔缴获了一些纪录。他们被交给芝加哥的庫克縣档案馆保存。与此同时内珀维尔上告惠顿说投票时监管员不在场。最后当法院决定审判到底哪座城市应该是县治是这些记录在1871年芝加哥大火中被毁。此后不久惠顿被正式确定为县治。
由于空间需要提高，1887年一座新法院以造价69,390美元建成。此后94年里杜佩奇县一直使用这座法院建筑。最后由于县内人口迅速增加不得不再建造一座新法院。旧法院被列入《國家史蹟名錄》，2004年前被国立路易斯大学使用。目前它被改造为豪华分契式公寓。
1990年11月2日法院移到约3千米以西的一座占地23万平方米的新建筑。这座建筑的造价为5250万美元，其中法院面积为三万平方米。1992年由于数名职员因为通风系统患病法院控告建筑师和承包商补偿400万美元。最后法院只获得了12万美元进行小型修补，法官同意被告的立场，认为造成的问题是由于法院忽略了通风系统的运行和维护。

## 其它设施
1873年查尔斯·巴尔恩斯在他家里开设了一座小商店作为他的印刷厂的一部分。后来他的儿子与克里佛德·诺贝尔在纽约联手创办了。今天这家连锁书店在美国所有50个州里有共900多家书店，包括在惠顿。
美国神智学协会总部位于惠顿北部，是1926年建造的。这块大地产上有迷宫和网球场，一座大厦，里面有两层楼漂亮的图书馆、一座新纪元运动书店，和神智学出版社。该协会举办课程和讲座。
1972年方济各会修女在惠顿的西部，杜佩奇县政府中心以南约半英里处建造了一座复健医院，其专长是復健醫學。

## 近年历史
在1950年代里惠顿增长迅速，从1990年代初开始其人口增长速度有所减慢，原因是因为越来越多的人迁往郊区。1990年县法院向西迁移了两英里后市中心的商业也萧条。但是此后市中心又有所复苏，在这里产生了一些重要的公寓和公司。
至1985年为止惠顿禁止出售任何酒精饮料。这个禁止包括所有商店、饭店和其它设施。

## 地理
惠顿的地理位置为41°51′34″N 88°6′26″W / 41.85944°N 88.10722°W。
根据美国人口调查局的数据惠顿总面积29.2平方公里，其中29.1平方公里为陆地面积，0.1平方公里为水域面积，占总面积的0.35%。
惠顿与瑞典卡尔斯库加是姐妹城市。

## 人口
根据2000年的人口普查惠顿有55,416名居民，分19,377个户和13,718个家庭。2006年进行的特殊普查估计市内有六万左右居民。人口密度为每平方公里1907人。其中89.85%是白人、4.85%是亚裔美国人、2.82%是非裔美国人、0.11%是美洲土著人、0.02%是太平洋土著人、1.03%是其它人中、1.31%是混血儿。西班牙裔或拉丁美洲裔的人占3.65%。
市内的19377个户中36.7%有18岁以下的未成年人、61.4%是结婚夫妇、7.3%是带孩子的单身妇女、29.2%不是家庭、24.5%是单身汉、7.5%有65岁以上的老年人。平均每户2.64人、每个家庭3.20人。
市内的人口结构为26.2%在18岁以下、10.5%在18至24岁之间、28.8%在25至44岁之间、23.4%在45至64岁之间、11.2%在65岁以上。平均年龄为36岁。女子对男子的性别比为100：94.9，成年人的性别比为100：90.0。
根据2007年的估计每户平均收入为85,249美元，家庭的平均收入为107,552美元。男子的平均年收入为74,871美元，女子的平均年收入为48,485美元。人均年收入为36,147美元。2.3%的居民和2.1%的家庭生活在贫困线以下，其中包括3.3%的未成年人和4.1%的老年人。

## 宗教
惠顿境内有63座教堂。

## 教育

### 高等教育

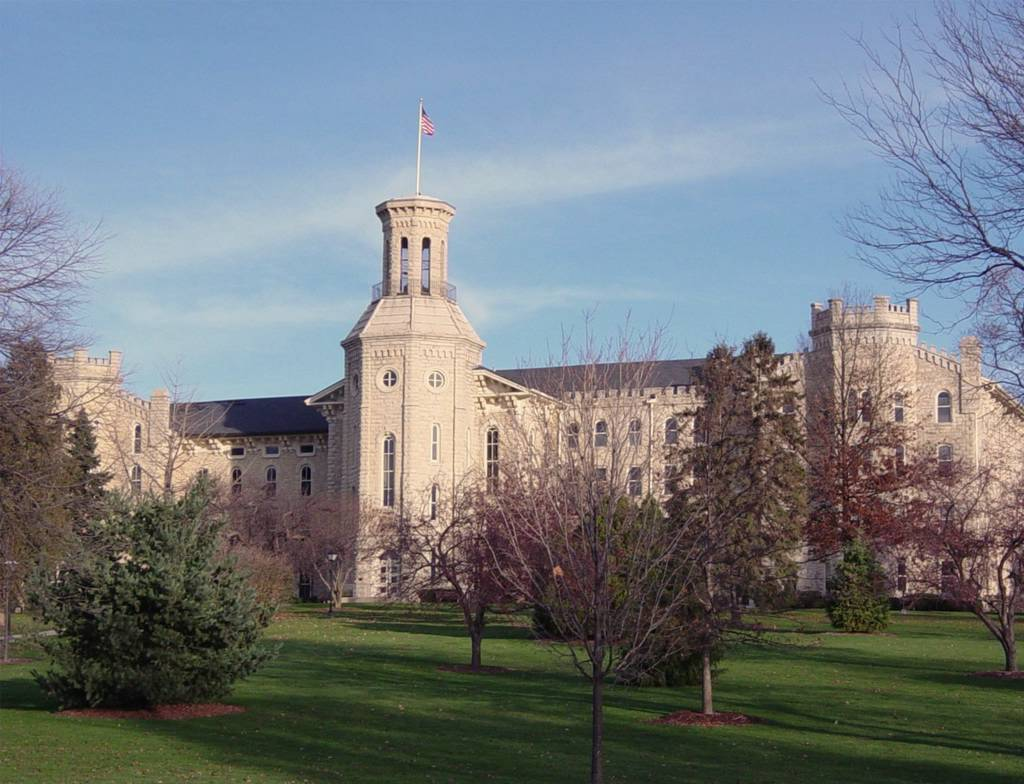
惠顿学院

- 惠頓學院（英语：Wheaton College）就在市中心附近，其最著名的毕业生是葛培理。
- 伊利諾理工學院（Illinois Institute of Technology）在惠顿有一分校，提供面向技术的教育。

### 私费学校
惠顿有五所私费学校，其中有些就在市中心附近。

### 公费学校
惠顿有两座高校、四座中学、14座小学和两座小学预备学校。

## 休闲

### 公园和高尔夫球场
惠顿在过去15年里曾经三次获得国家果园和休闲协会的金奖。它拥有52个公园，总面积3.2平方公里。林肯沼泽地有三百多种动植物，动物园是1974年建立的。惠顿有两座游泳馆，一座1927年建造，1990年代里翻修的有27个空的高尔夫球场。

### 博览场
惠顿的杜佩奇县博览场是1954年开设的，每年七月组织博览。名人如艾希莉·辛普森、傑西·麥卡尼、柯賓·布魯等曾经在此登台演出。

### 公共图书馆
与美国其它类似大小城市的公共图书馆相比惠顿公共图书馆经常被列入前十名。图书馆内有一个专门给少年的地方、四个供小组学习的房间。2005年它共借书1,164,465册，其中包括343,684本精装书和28,894本软装本。

### 剧院
惠顿有一1925年建造的剧院。近年来剧院和志愿者在修复其原始状态。2002年5月11日修复的剧院重新开放。2005年8月25日它被列入《國家史蹟名錄》。

### 购物
市内有一露天购物中心。

## 交通

### 铁路
惠顿有两条铁路通过，并在这里设站。

### 高速公路
两条伊利诺伊州州道沿东西方向穿过惠顿：伊利诺伊州州道38和伊利诺伊州州道56。

### 步行
伊利诺伊州草原道通过惠顿市中心。

## 名人
惠顿的名人包括：
- 詹姆斯·贝鲁西，演员
- 约翰·贝鲁西，演员
- 韦斯·克雷文，导演
- 丹尼斯·杜根，演员和导演
- 盖尔·奥格雷迪，演员
- 鲍勃·伍德沃德，作家和记者
- 罗伯特·R·麦考密克，出版商
- 鲍比·巴提斯塔，记者
- 桑德拉·史密斯，记者
- 里克·桑塔利，记者
- 索纳尔·沙阿，演员
- 彼得·罗斯克姆，政治家
- 雷德·格兰奇，橄榄球运动员
- 查克·龙，橄榄球运动员
- 兰迪·普方德，篮球教练
- 戴维·奥图，棒球运动员
- 肖恩·鲁尼，排球运动员
- 吉姆·艾略特，传教士
- 葛培理，教士
- 愛德文·哈勃，天文学家
- 杨宓贵灵，传教士
- 格羅特·雷伯，天文学家
- 约翰·莱斯，教士和记者
- 菲尔·维斯切，作家和演员